# Sava Barcianu-Popovici
Sava Barcianu-Popovici, né en 1814 à Rășinari, près de Sibiu et mort le 24 mars 1879 au même endroit, est un prêtre orthodoxe, un professeur et homme politique roumain, membre de l'Académie roumaine à titre posthume en 1969. Il est le père de Daniel Popovici Barcianu. Il suit des études de théologie à Sibiu en 1836. À partir de 1856, il travaille comme aumônier militaire dans l'armée autrichienne.